# 马永胜 (1956年)
马永胜（1956年3月—），山东沂水人，汉族，中华人民共和国政治人物、第十二届全国人民代表大会内蒙古地区代表。
毕业于中央党校，加入中国共产党。2004年7月，担任山东省人民检察院副检察长。2012年2月，升任内蒙古自治区人民检察院检察长。2013年，被选为全国人大代表。